# Dirty Picture
"Dirty Picture" é uma canção do artista musical britânico Taio Cruz, contida em seu segundo álbum de estúdio, Rokstarr (2009). Foi composta e produzida por Cruz juntamente com Fraser T. Smith. Originalmente, o cantor queria que a participação vocal da faixa fosse realizada pela cantora estadunidense Lady Gaga, porém, optou por Kesha, após recomendação de Dr. Luke, e por achar sua voz "original". Foi lançada como o terceiro single do disco em 5 de abril de 2010, e mais tarde regravada pela participante para o seu trabalho de estreia, Animal. A composição da canção é sobre a pessoa ser capaz de enviar uma mensagem a seu parceiro que está sentindo falta de uma "imagem provocativa".
A canção recebeu revisões geralmente positivas da mídia especializada. A parceria de Cruz e Kesha na faixa foi elogiada por maioria dos avaliadores, embora alguns críticos destacaram o fornecimento vocal da participante na obra, suplantando o primeiro. Suas letras simples, porém eficazes, também foram positivamente recebidas pelos resenhadores. Comercialmente, "Dirty Picture" teve um bom desempenho nas tabelas musicais. A obra ficou entre as dez primeiras na Irlanda e no Reino Unido, alcançando a décima e a sexta colocações, respectivamente. Também situou-se entre as quarenta composições mais comercializadas na Europa e na Austrália. Seu vídeo musical foi filmado em Los Angeles e em Londres.

## Antecedentes e composição
"Dirty Picture" foi composta e produzida por Taio Cruz e Fraser T. Smith. Originalmente, o cantor queria que os vocais femininos fossem feitos por Lady Gaga, mas optou mudar para Kesha devido a uma recomendação do produtor musical Dr. Luke. Cruz explicou o motivo de ter concordado com a mudança na participação: "Eu ouvi o seu primeiro single, 'Tik Tok', antes de ser lançado, e realmente gostei da forma como ela cantou. Senti que sua voz era muito original e facilmente identificável, e que ela ia colaborar realmente bem." Ao ser entrevistado pela MTV News, o intérprete comentou sobre a parceria: "Ela realmente parecia sensual, e eu só pensei que ela era talentosa. Seu vocal era impressionante. Espero que ela não se importe em dizer isto, mas sua voz tem este tipo de qualidade tirolesa, a maneira que faz as coisas e a maneira que termina palavras. Eu simplesmente amei esta qualidade."
"Dirty Picture" é uma canção otimista de predominante dance-pop que abre com uma batida techno. A música apresenta um suporte pesado de sintetizadores, enquanto o refrão é reminiscente ao da faixa "Satisfaction", de Benny Benassi. Liricamente, Cruz explicou a mensagem da obra dizendo "a composição é realmente sobre o envio de fotos sensuais a sua cara-metade, se você sente falta um do outro e não podem se ver, você envia fotos para lembrar ao outro de como você é sensual."

## Crítica profissional
| Críticas profissionais | Críticas profissionais |
| Avaliações da crítica  | Avaliações da crítica  |
| Fonte                  | Avaliação              |
| ---------------------- | ---------------------- |
| BBC                    | [ 4 ]                  |
| Digital Spy            | [ 5 ]                  |

Fraser McAlpine, da BBC, elogiou a sonoridade geral do trabalho vocal da dupla na canção comentando: "o choque brusco entre a super suave imagem de cavalheiro-do-soul de Taio e a absurda de bêbada desleixada de Kesha é realmente fascinante. A faixa, na verdade se transforma de uma coisa para outra, dependendo de quem está cantando." Sara Anderson, da AOL Radio, foi positiva em sua resenha, escrevendo: "É uma construção de estroboscópica e de batida de fundo techno. Cruz melodicamente, e francamente, pede a sua musa para tirar algumas fotos picantes para ele, antes da transição para o verso de cantar-falando da rainha da festa Kesha."
Robert Copsey, da Digital Spy, deu ao single três de cinco estrelas. Copsey não se convenceu com o trabalho vocal de Cruz na música comentando que Kesha destaca-se na faixa. Ron Slomowicz, do About.com, fez uma resenha positiva da obra. O avaliador escreveu que Kesha faz o que ela faz melhor, escrevendo que em sua fala melódica ela "soa muito bem nesta produção". O desempenho de Cruz foi chamado de decente com Slomowicz dizendo que o cantor é capaz "de fazer alguns vocais decentes em uma canção sobre enviar mensagens com imagens impertinentes".

## Vídeo musical

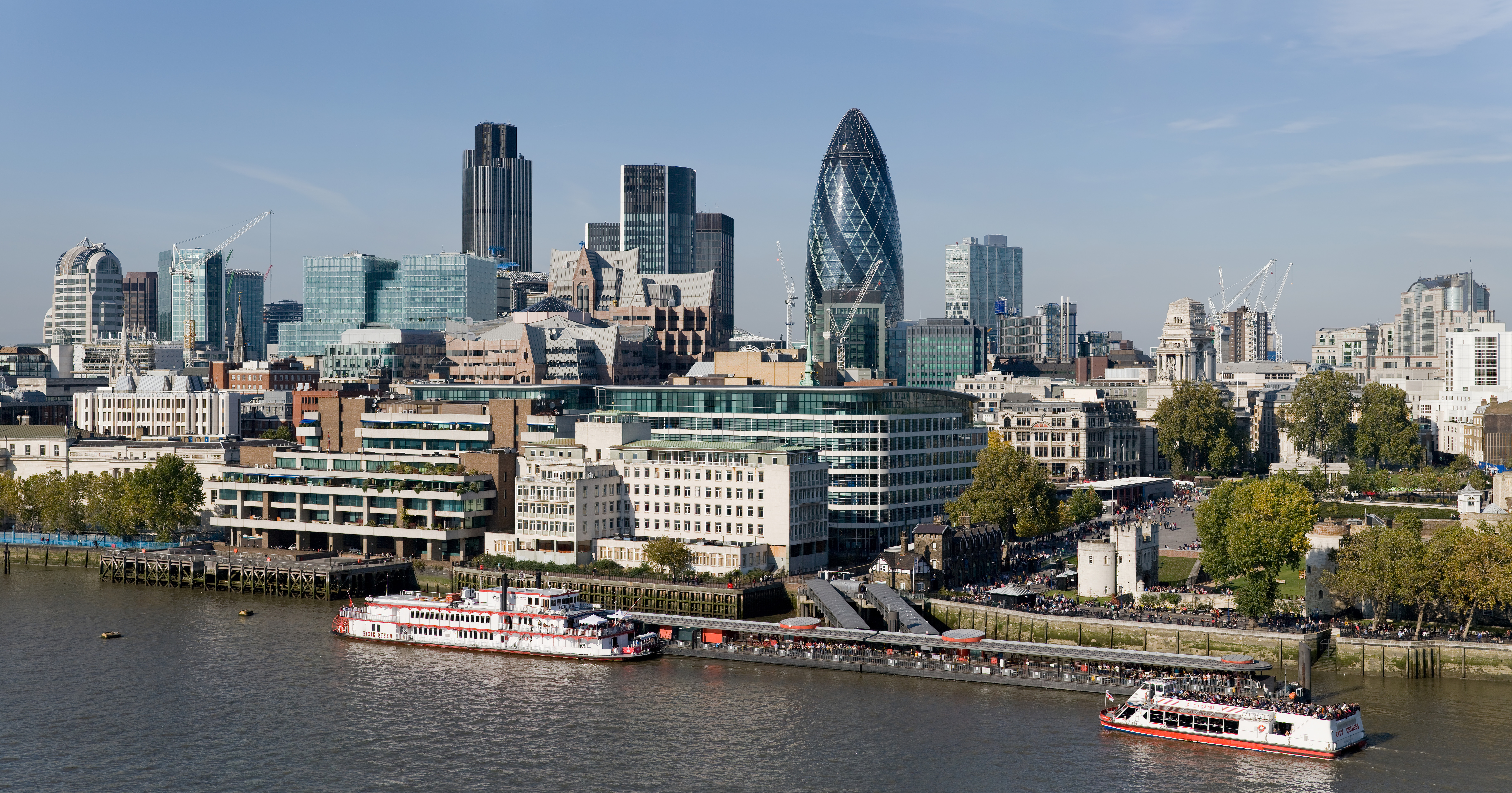
As cenas do vídeo musical de "Dirty Picture" com a presença de Kesha foram filmadas em Londres, porque Cruz e a artista tinham compromissos em lugares diferentes.

A representação audiovisual para "Dirty Picture" foi dirigida por Alex Herron e estreou na internet em 24 de maio de 2010. As gravações ocorreram em Los Angeles e em Londres. Cruz explicou o tema simples do trabalho e da filmagem dizendo: "O vídeo foi filmado neste porão muito legal em Los Angeles. Queríamos que se parecesse com uma cena de festa, não uma típica boate, e foi realmente divertido. As cenas de Kesha foram gravadas em Londres, porque nossas agendas estavam em todos os lugares, e então eu filmei o resto em Los Angeles."
O vídeo abre com Cruz dirigindo um carro em alta velocidade pelo deserto. Em seguida, corta para uma nova cena em que o cantor está em uma festa onde todo mundo está consumindo bebidas alcoólicas e enviando mensagens de texto provocativas. Ao longo destas imagens o intérprete é visto tirando fotos com diferentes mulheres e cantando karaokê. O verso de Kesha mostra ela em uma cabine de banheiro de pé em cima de um vaso sanitário. Cruz é então apresentado ao lado de seu carro no deserto. As imagens seguintes caracterizam a participante deitada na pia do banheiro cantando seus versos. A gravação audiovisual termina com os dois juntos cantando as letras finais "click, click, snap".

## Versão de Kesha
Kesha regravou "Dirty Picture" para seu álbum de estréia, Animal. A canção foi seletiva no seu lançamento, sendo somente vendida como uma faixa bônus do disco no Reino Unido e na Irlanda, e foi apelidada de "Edição de Kesha" ou "Dirty Picture, Pt. 2". Essa versão é semelhante a original com a única mudança visível de que a artista canta o primeiro verso da faixa. Ao ser entrevistado pelo Digital Spy, Cruz explicou como a ideia surgiu inicialmente e sua visão sobre a reinterpretação: "Ela me perguntou se poderia fazer uma regravação da música em que canta o primeiro verso e eu pensei que era uma ideia muito legal. Eu realmente gostei de ambas as versões."

## Faixas e formatos
| Download digital |                             |         |  |
| N.º              | Título                      | Duração |  |
| 1.               | "Dirty Picture" (com Kesha) | 3:40    |  |

| CD single |                                                          |         |  |
| N.º       | Título                                                   | Duração |  |
| 1.        | "Dirty Picture" (com Kesha)                              | 3:40    |  |
| 2.        | "Dirty Picture" (versão censurada) (com Kesha)           | 3:14    |  |
| 3.        | "Dirty Picture" (Wizzy Wow Remix) (com Kesha e Scorcher) | 3:45    |  |
| 4.        | "Break Your Heart" (The Wideboys Remix Radio Edit)       | 3:14    |  |

| Extended play (EP) digital |                                                          |         |  |
| N.º                        | Título                                                   | Duração |  |
| 1.                         | "Dirty Picture" (com Kesha)                              | 3:40    |  |
| 2.                         | "Dirty Picture" (versão censurada) (com Kesha)           | 3:14    |  |
| 3.                         | "Dirty Picture" (Wizzy Wow Remix) (com Kesha e Scorcher) | 3:45    |  |
| 4.                         | "Dirty Picture" (RedTop Extended Remix) (com Kesha)      | 5:23    |  |

| Extended play (EP) digital de remixes |                                                          |         |  |
| N.º                                   | Título                                                   | Duração |  |
| 1.                                    | "Dirty Picture" (Remix (com Kesha e Fabolous)            | 3:41    |  |
| 2.                                    | "Dirty Picture" (Wizzy Wow Remix) (com Kesha e Scorcher) | 3:45    |  |
| 3.                                    | "Dirty Picture" (RedTop Extended Remix) (com Kesha)      | 5:23    |  |
| 4.                                    | "Dirty Picture" (Paul Thomas Remix) (com Kesha)          | 3:37    |  |

| Download digital de remixes |                                                          |         |  |
| N.º                         | Título                                                   | Duração |  |
| 1.                          | "Dirty Picture" (Dave Audé Radio) (com Kesha)            | 3:53    |  |
| 2.                          | "Dirty Picture" (Jason Nevins Radio Edit) (com Kesha)    | 3:34    |  |
| 3.                          | "Dirty Picture" (Dave Audé Club) (com Kesha)             | 7:54    |  |
| 4.                          | "Dirty Picture" (Jason Nevins Club) (com Kesha)          | 6:54    |  |
| 5.                          | "Dirty Picture" (Jump Smokers Extended Mix) (com Kesha)  | 5:13    |  |
| 6.                          | "Dirty Picture" (Dave Audé Dub) (com Kesha)              | 6:10    |  |
| 7.                          | "Dirty Picture" (Jason Nevins Dubstramental) (com Kesha) | 6:54    |  |
| 8.                          | "Dirty Picture" (Jump Smokers Instrumental) (com Kesha)  | 4:21    |  |

## Créditos
Lista-se abaixo os profissionais envolvidos na elaboração de "Dirty Picture", de acordo com o encarte do álbum Rokstarr:
- Taio Cruz - vocal principal, composição e produção
- Fraser T. Smith - composição, produção e mixagem
- Beatriz Artola - engenharia
- Neil Tucker - mixagem
- Tom Coyne - masterização
- Kesha - artista participante

## Desempenho nas tabelas musicais
No Reino Unido, "Dirty Picture" entrou na UK Singles Chart no vigésimo lugar na edição de 17 abril de 2010. Semanas seguintes atingiu o sexto lugar, onde permaneceu por uma semana. O single também conseguiu pico de número três na tabela genérica UK R&B Chart. A faixa entrou na parada australiana ARIA Charts na 31ª posição, atingindo a 16ª. Desde então, foi disco de ouro pela Australian Recording Industry Association (ARIA) por comercializar 35 mil unidades. Na Nova Zelândia, a composição entrou na tabela no 38º posto, na publicação subsequente subiu para o 21º. Reentrou na edição de 14 de junho de 2010 no 12º emprego e alcançou o 11º no setenário seguinte. Foi certificada como disco de ouro pela Recording Industry Association of New Zealand (RIANZ) após vender 7.500 cópias. Ocorreu de ocupar o valor de noventa e seis na parada estadunidense Billboard Hot 100, na mesma semana de lançamento do álbum Rokstarr. Na Canadian Hot 100, esteve na quadragésima nona ocupação em sua semana de estreia.
| Tabela musical (2010)                                         | Melhor posição |
| ------------------------------------------------------------- | -------------- |
| Austrália - ARIA Charts                                       | 16             |
| Canadá - Canadian Hot 100                                     | 49             |
| Estados Unidos - Billboard Hot 100                            | 96             |
| Irlanda - Irish Recorded Music Association                    | 10             |
| Nova Zelândia - Recording Industry Association of New Zealand | 11             |
| Reino Unido - UK Singles Chart                                | 6              |
| Reino Unido - UK R&B Chart                                    | 3              |
| União Europeia - European Hot 100                             | 25             |

| País                  | Certificação |
| --------------------- | ------------ |
| Austrália - ARIA      | Ouro         |
| Nova Zelândia - RIANZ | Ouro         |
| Reino Unido - BPI     | Prata        |

## Histórico de lançamento
| País           | Data                   | Formato          | Gravadora      |
| -------------- | ---------------------- | ---------------- | -------------- |
| Austrália      | 5 de abril de 2010     | Download digital | Island Records |
| Nova Zelândia  | 5 de abril de 2010     | Download digital | Island Records |
| Reino Unido    | 3 de maio de 2010      | Download digital | Island Records |
| Países Baixos  | 21 de junho de 2010    | Download digital | Island Records |
| Canadá         | 14 de setembro de 2010 | Download digital | Island Records |
| Estados Unidos | 14 de setembro de 2010 | Download digital | Island Records |